# 塩浜検修車庫
塩浜検修車庫（しおはまけんしゅうしゃこ）とは、三重県四日市市柳町にある近畿日本鉄道の車両工場。近鉄名古屋線塩浜駅の西側にある。

## 概要
1926年に旧伊勢電気鉄道の塩浜工場として開設された。1982年に、旧高安・玉川・古市の3工場が五位堂検修車庫として統合されたが、五位堂の検査能力は全車両の検査を行うのには不足しており、また旧名古屋営業局所属車には、抑速制動が装備されておらず大阪線の急勾配区間の走行に難があるものが多く存在したため、塩浜の工場機能を存続させ、「塩浜検修車庫」と改称されたものである。1998年時点では年間260両程度の全般検査・重要部検査を1日2両入場・10日間の工程で行なっていたが、後年は年間60両前後の全般検査・重要部検査を行ない、入場から出場までは14日間である。
長らく旧名古屋営業局の工機部検修第一課（2001年より検車課）によって運営されていたが、2003年の機構変更では名古屋輸送統括部の運転車両部に、2006年の機構変更では大阪輸送統括部の工機部の運営に変更されている。現在の作業は名古屋統括部運輸部車両課所属者と、2001年に技術部門一部分社化により改称設立された近鉄車両エンジニアリング（旧近畿日本工機）社員によって行なわれている。配下には桑名駅隣接の桑名台車振替場（東方操車場）が属していたが、2018年1月の養老線公有民営方式への移行に伴い、桑名台車振替場は同線の施設を所有する養老線管理機構に移管されている。
車庫周辺は資材センターなどが立地しており、名古屋地区における近鉄の拠点になっている。

## 検査対象
主に経営分離された旧近鉄の路線（四日市あすなろう鉄道内部線・八王子線、養老鉄道養老線、伊賀鉄道伊賀線）の車両も検査対象としている。かつては富吉検車区所属の名古屋線系統車両、明星検車区所属の大阪線系統車両、名古屋線系統の一般車両（ワンマン対応車も含む）を検査対象とし、高安検車区所属車両についても一部検査を行っていたが、現在は五位堂検修車庫で行われており、当車庫では行われていない。
このうち養老線の車両は狭軌のため、桑名駅北西の東方操車場に設置された台車交換所で台車を標準軌の仮台車に履き替え、狭軌用台車は電動貨車に積み込まれ、モト90形電動貨車による牽引で入場する。その他の独立支線・旧近鉄の路線の車両は、各線の車庫で台車や電気機器などを車体から取り外し、トラックで当車庫に輸送して検査される。
特急用車両の検査については基本的には行っていないが、富吉検車区と明星検車区に所属する車両については、ごく稀に一部の車両の検査を行う場合がある。

## 更新改造対象
従来は上記検査対象車両に対して当車庫で行なわれていたが、2006年より五位堂検修車庫・高安検修センターで行なわれるようになった。

## 一般公開
普段は非公開だが、「きんてつ鉄道まつり in 塩浜」の開催時 （年1回） に一般公開される。